# Puchar Świata kobiet w skokach narciarskich 2016/2017
Sezon 2016/2017 Pucharu Świata kobiet w skokach narciarskich – 6. sezon Pucharu Świata kobiet w skokach narciarskich, który rozpoczął się 2 grudnia 2016 roku na normalnej skoczni Lysgårdsbakken w Lillehammer w Norwegii, a zakończył 12 marca 2017 roku w Oslo na Holmenkollbakken. Rozegrano 19 konkursów indywidualnych. Nie zaplanowano konkursu drużyn mieszanych. Początkowo finał sezonu miał odbyć się 19 marca w niemieckim Oberstdorfie, jednakże rywalizację przesunięto na początek stycznia. W dniach 15-16 lutego 2017 po raz pierwszy odbyły się zawody w Korei Południowej; w miejscowości Pjongczang rozegrana została próba przedolimpijska.
Na terenie Finlandii, w Lahti, w dniach 22 lutego – 5 marca 2017, odbyły się Mistrzostwa Świata w Narciarstwie Klasycznym 2017, które nie były zaliczane do klasyfikacji generalnej Pucharu Świata i Pucharu Narodów.
Oficjalny kalendarz został zatwierdzony przez FIS w czerwcu 2016 roku podczas kongresu w Cancún w Meksyku.
Kryształową Kulę zdobyła, po raz drugi z rzędu oraz czwarty w karierze, Japonka Sara Takanashi, wyprzedzając swoją rodaczkę Yūki Itō oraz Norweżkę Maren Lundby. Reprezentacja Japonii zdobyła Puchar Narodów, na kolejnych miejscach znalazły się Niemcy i Słowenia.

## Liderzy

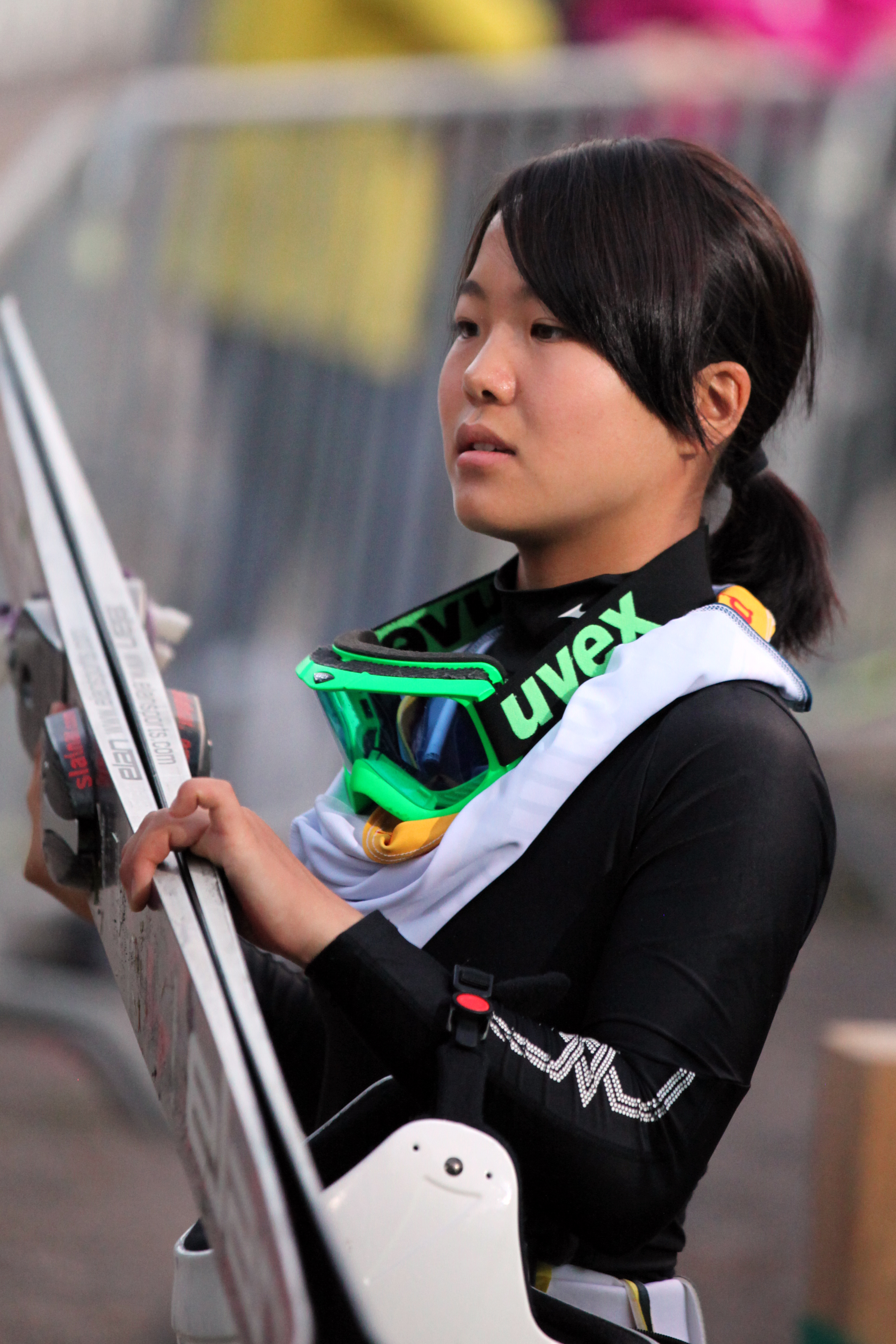
Sara Takanashi, zwyciężczyni Pucharu Świata
Reprezentacja Japonii, zwyciężczynie Pucharu Narodów

## Kalendarz zawodów
| Lp                                                                                  | Data                                                                         | Miejscowość                                                                  | HS                                                                           | Szczegóły                                                                    | Uwagi                                                                        | 1. miejsce        | 2. miejsce             | 3. miejsce                 |
| ----------------------------------------------------------------------------------- | ---------------------------------------------------------------------------- | ---------------------------------------------------------------------------- | ---------------------------------------------------------------------------- | ---------------------------------------------------------------------------- | ---------------------------------------------------------------------------- | ----------------- | ---------------------- | -------------------------- |
| 1.                                                                                  | 2 grudnia 2016                                                               | Lillehammer                                                                  | HS100                                                                        | szczegóły                                                                    | –                                                                            | Sara Takanashi    | Yūki Itō               | Anna Rupprecht             |
| 2.                                                                                  | 3 grudnia 2016                                                               | Lillehammer                                                                  | HS100                                                                        | szczegóły                                                                    | –                                                                            | Sara Takanashi    | Yūki Itō               | Jacqueline Seifriedsberger |
| 3.                                                                                  | 10 grudnia 2016                                                              | Niżny Tagił                                                                  | HS100                                                                        | szczegóły                                                                    | –                                                                            | Maren Lundby      | Daniela Iraschko-Stolz | Sara Takanashi             |
| 4.                                                                                  | 11 grudnia 2016                                                              | Niżny Tagił                                                                  | HS100                                                                        | szczegóły                                                                    | –                                                                            | Sara Takanashi    | Daniela Iraschko-Stolz | Jacqueline Seifriedsberger |
| 5.                                                                                  | 7 stycznia 2017                                                              | Oberstdorf                                                                   | HS137                                                                        | szczegóły                                                                    | –                                                                            | Sara Takanashi    | Irina Awwakumowa       | Yūki Itō                   |
| 6.                                                                                  | 8 stycznia 2017                                                              | Oberstdorf                                                                   | HS137                                                                        | szczegóły                                                                    | –                                                                            | Sara Takanashi    | Ema Klinec             | Irina Awwakumowa           |
| 7.                                                                                  | 14 stycznia 2017                                                             | Sapporo                                                                      | HS100                                                                        | szczegóły                                                                    | –                                                                            | Yūki Itō          | Sara Takanashi         | Maren Lundby               |
| 8.                                                                                  | 15 stycznia 2017                                                             | Sapporo                                                                      | HS100                                                                        | szczegóły                                                                    | –                                                                            | Maren Lundby      | Yūki Itō               | Katharina Althaus          |
| 9.                                                                                  | 20 stycznia 2017                                                             | Zaō                                                                          | HS103                                                                        | szczegóły                                                                    | –                                                                            | Yūki Itō          | Manuela Malsiner       | Irina Awwakumowa           |
| 10.                                                                                 | 21 stycznia 2017                                                             | Zaō                                                                          | HS103                                                                        | szczegóły                                                                    | –                                                                            | Yūki Itō          | Sara Takanashi         | Maren Lundby               |
| 11.                                                                                 | 28 stycznia 2017                                                             | Râșnov                                                                       | HS100                                                                        | szczegóły                                                                    | –                                                                            | Maren Lundby      | Sara Takanashi         | Yūki Itō                   |
| 12.                                                                                 | 29 stycznia 2017                                                             | Râșnov                                                                       | HS100                                                                        | szczegóły                                                                    | –                                                                            | Sara Takanashi    | Maren Lundby           | Daniela Iraschko-Stolz     |
| 13.                                                                                 | 4 lutego 2017                                                                | Hinzenbach                                                                   | HS94                                                                         | szczegóły                                                                    | –                                                                            | Sara Takanashi    | Katharina Althaus      | Carina Vogt                |
| 14.                                                                                 | 5 lutego 2017                                                                | Hinzenbach                                                                   | HS94                                                                         | szczegóły                                                                    | –                                                                            | Sara Takanashi    | Carina Vogt            | Maren Lundby               |
| 15.                                                                                 | 11 lutego 2017                                                               | Ljubno                                                                       | HS95                                                                         | szczegóły                                                                    | –                                                                            | Maren Lundby      | Daniela Iraschko-Stolz | Katharina Althaus          |
| 16.                                                                                 | 12 lutego 2017                                                               | Ljubno                                                                       | HS95                                                                         | szczegóły                                                                    | –                                                                            | Katharina Althaus | Carina Vogt            | Svenja Würth               |
| 17.                                                                                 | 15 lutego 2017                                                               | Pjongczang                                                                   | HS109                                                                        | szczegóły                                                                    | –                                                                            | Yūki Itō          | Sara Takanashi         | Ema Klinec                 |
| 18.                                                                                 | 16 lutego 2017                                                               | Pjongczang                                                                   | HS109                                                                        | szczegóły                                                                    | –                                                                            | Sara Takanashi    | Yūki Itō               | Maren Lundby               |
|                                                                                     |                                                                              |                                                                              |                                                                              |                                                                              |                                                                              |                   |                        |                            |
| Mistrzostwa Świata w Narciarstwie Klasycznym 2017 • Lahti, 22 lutego – 5 marca 2017 |                                                                              |                                                                              |                                                                              |                                                                              |                                                                              |                   |                        |                            |
|                                                                                     |                                                                              |                                                                              |                                                                              |                                                                              |                                                                              |                   |                        |                            |
| 19.                                                                                 | 12 marca 2017                                                                | Oslo                                                                         | HS134                                                                        | szczegóły                                                                    | –                                                                            | Yūki Itō          | Sara Takanashi         | Maren Lundby               |
| Puchar Świata kobiet w skokach narciarskich 2016/2017 – klasyfikacja końcowa        | Puchar Świata kobiet w skokach narciarskich 2016/2017 – klasyfikacja końcowa | Puchar Świata kobiet w skokach narciarskich 2016/2017 – klasyfikacja końcowa | Puchar Świata kobiet w skokach narciarskich 2016/2017 – klasyfikacja końcowa | Puchar Świata kobiet w skokach narciarskich 2016/2017 – klasyfikacja końcowa | Puchar Świata kobiet w skokach narciarskich 2016/2017 – klasyfikacja końcowa | Sara Takanashi    | Yūki Itō               | Maren Lundby               |

## Skocznie
| LillehammerNiżny TagiłOberstdorfRâșnovHinzenbachLjubnoOslo Miejsca zawodów w Europie | SapporoZaōPjongczang Miejsca zawodów w Azji |

W tabeli podano rekordy skoczni obowiązujące przed rozpoczęciem Pucharu Świata 2016/2017 ustanowione przez panie.
|  | Nazwa skoczni               | Miejscowość | Punkt K | HS    | Rekord skoczni | Rekord skoczni   | Rekord skoczni |
|  | --------------------------- | ----------- | ------- | ----- | -------------- | ---------------- | -------------- |
|  | Lysgårdsbakken              | Lillehammer | K90     | HS100 | 104,5 m        | Ema Klinec       | 07.12.2013     |
|  | Aist                        | Niżny Tagił | K90     | HS100 | 99,0 m         | Sara Takanashi   | 13.12.2015     |
|  | Schattenbergschanze         | Oberstdorf  | K120    | HS137 | 132,0 m        | Irina Awwakumowa | 07.01.2017     |
|  | Miyanomori                  | Sapporo     | K90     | HS100 | 103,0 m        | Sara Takanashi   | 11.01.2014     |
|  | Yamagata                    | Zaō         | K95     | HS103 | 106,0 m        | Sara Takanashi   | 22.01.2016     |
|  | Trambulina Valea Cărbunării | Râșnov      | K90     | HS100 | 100,5 m        | Sara Takanashi   | 01.03.2014     |
|  | Aigner-Schanze              | Hinzenbach  | K85     | HS94  | 98,0 m         | Sara Takanashi   | 07.02.2016     |
|  | Logarska dolina             | Ljubno      | K85     | HS95  | 95,5 m         | Maja Vtič        | 14.02.2016     |
|  | Alpensia Jumping Park       | Pjongczang  | K98     | HS109 |                |                  |                |
|  | Holmenkollbakken            | Oslo        | K120    | HS134 | 137,5 m        | Sara Takanashi   | 04.02.2016     |

## Statystyki indywidualne
| Zawodniczka | Lillehammer 2.12 | Lillehammer 3.12 | Niżny Tagił 10.12 | Niżny Tagił 11.12 | Oberstdorf 7.01 | Oberstdorf 8.01 | Sapporo 14.01 | Sapporo 15.01 | Zaō 20.01 | Zaō 21.01 | Râșnov 28.01 | Râșnov 29.01 | Hinzenbach 4.02 | Hinzenbach 5.02 | Ljubno 11.02 | Ljubno 12.02 | Pjongczang 15.02 | Pjongczang 16.02 | Oslo 11.03 |
| Austria | Austria          | Austria          | Austria           | Austria           | Austria         | Austria         | Austria       | Austria       | Austria   | Austria   | Austria      | Austria      | Austria         | Austria         | Austria      | Austria      | Austria          | Austria          | Austria    |
| --- | ---------------- | ---------------- | ----------------- | ----------------- | --------------- | --------------- | ------------- | ------------- | --------- | --------- | ------------ | ------------ | --------------- | --------------- | ------------ | ------------ | ---------------- | ---------------- | ---------- |
| Chiara Hölzl | 32               | 17               | 18                | 22                | 6               | 9               | 17            | 15            | 17        | 17        | 8            | 12           | 6               | 6               | 9            | 9            | –                | –                | 8          |
| Julia Huber | –                | –                | –                 | –                 | q               | q               | –             | –             | –         | –         | –            | –            | –               | –               | 37           | 40           | –                | –                | –          |
| Daniela Iraschko-Stolz | 6                | 4                | 2                 | 2                 | 12              | 5               | 16            | 7             | 10        | 15        | 6            | 3            | 5               | 4               | 2            | 8            | –                | –                | –          |
| Marita Kramer | –                | –                | –                 | –                 | –               | –               | –             | –             | –         | –         | –            | –            | 29              | 34              | 40           | 38           | –                | –                | –          |
| Sophie Mair | –                | –                | –                 | –                 | –               | –               | –             | –             | –         | –         | –            | –            | –               | –               | 36           | 34           | –                | –                | –          |
| Eva Pinkelnig | 31               | 34               | q                 | 30                | –               | –               | q             | 40            | –         | –         | –            | –            | –               | –               | –            | –            | –                | –                | –          |
| Claudia Purker | 40               | q                | –                 | –                 | q               | q               | –             | –             | –         | –         | –            | –            | –               | –               | –            | –            | –                | –                | –          |
| Elisabeth Raudaschl | 36               | 34               | –                 | –                 | –               | –               | q             | q             | –         | –         | –            | –            | –               | –               | –            | –            | –                | –                | –          |
| Jacqueline Seifriedsberger | 4                | 3                | 5                 | 3                 | 10              | 32              | 9             | 16            | 37        | 11        | 13           | 11           | 9               | 8               | 6            | 5            | –                | –                | 5          |
| Chiny |                  |                  |                   |                   |                 |                 |               |               |           |           |              |              |                 |                 |              |              |                  |                  |            |
| Chang Xinyue | q                | q                | –                 | –                 | –               | –               | q             | q             | q         | q         | 32           | 37           | 36              | 36              | q2           | q2           | –                | –                | –          |
| Li Xueyao | q                | q                | –                 | –                 | –               | –               | q             | q             | q         | q         | 35           | 33           | 37              | 37              | 35           | 23           | –                | –                | –          |
| Liu Qi | q                | q                | –                 | –                 | –               | –               | q1            | q             | q1        | q         | 41           | 40           | 38              | 40              | q            | q            | –                | –                | –          |
| Ma Tong | q                | q                | –                 | –                 | –               | –               | –             | q             | q         | q         | 40           | 41           | 39              | 39              | q            | q            | –                | –                | –          |
| Czechy |                  |                  |                   |                   |                 |                 |               |               |           |           |              |              |                 |                 |              |              |                  |                  |            |
| Barbora Blažková | q                | 39               | 34                | 39                | 39              | 23              | 36            | 37            | –         | –         | –            | –            | –               | –               | –            | –            | –                | –                | –          |
| Marta Křepelková | q                | q                | –                 | –                 | –               | –               | –             | –             | –         | –         | –            | –            | –               | –               | –            | –            | –                | –                | –          |
| Jana Mrákotová | q                | q                | –                 | –                 | –               | –               | –             | –             | –         | –         | –            | –            | –               | –               | –            | –            | –                | –                | –          |
| Zdena Pešatová | q                | q                | q                 | 40                | –               | –               | –             | –             | –         | –         | –            | –            | –               | –               | –            | –            | –                | –                | –          |
| Finlandia |                  |                  |                   |                   |                 |                 |               |               |           |           |              |              |                 |                 |              |              |                  |                  |            |
| Susanna Forsström | –                | –                | –                 | –                 | –               | –               | –             | –             | –         | –         | –            | –            | –               | –               | q            | q            | –                | –                | –          |
| Julia Kykkänen | 28               | 13               | 27                | 29                | 22              | 19              | 31            | 27            | 38        | 34        | 20           | 23           | 16              | 15              | 11           | 16           | 8                | 7                | 14         |
| Francja |                  |                  |                   |                   |                 |                 |               |               |           |           |              |              |                 |                 |              |              |                  |                  |            |
| Océane Avocat Gros | 26               | 30               | –                 | –                 | –               | –               | q             | q             | 32        | q         | 30           | 32           | 23              | 24              | 27           | 32           | 19               | 22               | –          |
| Romane Dieu | –                | –                | –                 | –                 | –               | –               | –             | –             | –         | –         | 34           | 35           | 26              | 30              | –            | –            | –                | –                | –          |
| Léa Lemare | 27               | 22               | 22                | 26                | 19              | 20              | 25            | 22            | 25        | 25        | 12           | 22           | 22              | 18              | 16           | 26           | –                | –                | 16         |
| Coline Mattel | 18               | 21               | 7                 | 25                | –               | –               | q             | q             | q         | 39        | 37           | 29           | 30              | 31              | 39           | 39           | 24               | 28               | –          |
| Lucile Morat | 12               | 15               | 33                | 6                 | 35              | 24              | 32            | q             | 39        | 28        | 28           | 21           | 17              | 12              | 19           | 25           | –                | –                | 28         |
| Japonia |                  |                  |                   |                   |                 |                 |               |               |           |           |              |              |                 |                 |              |              |                  |                  |            |
| Ayaka Igarashi | –                | –                | –                 | –                 | –               | –               | q             | –             | q         | –         | –            | –            | –               | –               | –            | –            | –                | –                | –          |
| Yūki Itō | 2                | 2                | 4                 | 8                 | 3               | 4               | 1             | 2             | 1         | 1         | 3            | 4            | 4               | 7               | –            | –            | 1                | 2                | 1          |
| Kaori Iwabuchi | 19               | 27               | q                 | 28                | 11              | 14              | 19            | 13            | 18        | 9         | 21           | 17           | 19              | 20              | 20           | 21           | 9                | 17               | 12         |
| Haruka Iwasa | –                | –                | –                 | –                 | –               | –               | 29            | 31            | 31        | 24        | –            | –            | –               | –               | –            | –            | –                | –                | –          |
| Yūka Kobayashi | –                | –                | –                 | –                 | –               | –               | q             | –             | q         | –         | –            | –            | –               | –               | –            | –            | –                | –                | –          |
| Nozomi Maruyama | –                | –                | –                 | –                 | –               | –               | q             | –             | q         | –         | –            | –            | –               | –               | –            | –            | –                | –                | –          |
| Shihori Ōi | –                | –                | –                 | –                 | –               | –               | 40            | –             | q         | –         | –            | –            | –               | –               | –            | –            | –                | –                | –          |
| Fumika Segawa | –                | –                | –                 | –                 | –               | –               | q             | –             | q         | –         | –            | –            | –               | –               | –            | –            | –                | –                | –          |
| Yūka Setō | 24               | 24               | 10                | 12                | 16              | 11              | 12            | 19            | 7         | 18        | 10           | 9            | 7               | 13              | –            | –            | 6                | 5                | 10         |
| Misaki Shigeno | –                | –                | –                 | –                 | –               | –               | 37            | 34            | 28        | 23        | –            | –            | –               | –               | –            | –            | –                | –                | –          |
| Sara Takanashi | 1                | 1                | 3                 | 1                 | 1               | 1               | 2             | 4             | 5         | 2         | 2            | 1            | 1               | 1               | –            | –            | 2                | 1                | 2          |
| Minami Watanabe | –                | –                | –                 | –                 | –               | –               | q1            | –             | q         | –         | –            | –            | –               | –               | –            | –            | –                | –                | –          |
| Kanada |                  |                  |                   |                   |                 |                 |               |               |           |           |              |              |                 |                 |              |              |                  |                  |            |
| Natasha Bodnarchuk | q                | 38               | 36                | q                 | –               | –               | q             | q             | q         | q         | –            | –            | –               | –               | –            | –            | 22               | 19               | –          |
| Natalie Eilers | –                | –                | –                 | –                 | –               | –               | –             | –             | –         | –         | –            | –            | –               | –               | –            | –            | 28               | 29               | –          |
| Eleora Hamming | –                | –                | –                 | –                 | –               | –               | –             | –             | –         | –         | –            | –            | –               | –               | –            | –            | 31               | 31               | –          |
| Taylor Henrich | q                | 32               | 26                | 20                | 18              | 15              | 21            | 33            | 20        | 37        | 29           | 25           | –               | –               | –            | –            | –                | –                | –          |
| Nicole Maurer | q                | q                | q                 | q                 | –               | –               | q             | q             | q         | q         | –            | –            | –               | –               | –            | –            | 26               | 24               | –          |
| Jasmine Sepandj | q                | q                | q                 | q                 | q               | q2              | –             | –             | –         | –         | –            | –            | –               | –               | –            | –            | –                | –                | –          |
| Abigail Strate | q                | q                | q                 | 34                | –               | –               | q             | q             | q         | q         | –            | –            | –               | –               | –            | –            | dsq              | 26               | –          |
| Atsuko Tanaka | 37               | q                | 40                | q                 | 30              | 37              | q             | 38            | 34        | 41        | –            | –            | 32              | 28              | q            | q            | 25               | 20               | –          |
| Kazachstan |                  |                  |                   |                   |                 |                 |               |               |           |           |              |              |                 |                 |              |              |                  |                  |            |
| Walentina Sdierżykowa | –                | –                | q                 | q                 | –               | –               | –             | –             | –         | –         | –            | –            | –               | –               | q            | q            | –                | –                | –          |
| Korea Południowa |                  |                  |                   |                   |                 |                 |               |               |           |           |              |              |                 |                 |              |              |                  |                  |            |
| Park Guy-lim | q                | q                | –                 | –                 | –               | –               | q             | q             | q         | q         | –            | –            | –               | –               | –            | –            | 30               | 32               | –          |
| Niemcy |                  |                  |                   |                   |                 |                 |               |               |           |           |              |              |                 |                 |              |              |                  |                  |            |
| Katharina Althaus | 7                | 11               | 8                 | 9                 | 4               | 10              | 7             | 3             | 14        | 5         | 6            | 5            | 2               | 5               | 3            | 1            | –                | –                | 4          |
| Gianina Ernst | –                | –                | –                 | –                 | 34              | 28              | 15            | 23            | –         | –         | –            | –            | –               | –               | 30           | 29           | 10               | 11               | –          |
| Luisa Görlich | –                | –                | –                 | –                 | 15              | 31              | –             | –             | –         | –         | –            | –            | –               | –               | –            | –            | 17               | 13               | –          |
| Nicole Hauer | –                | –                | –                 | –                 | q               | q               | –             | –             | –         | –         | –            | –            | –               | –               | –            | –            | –                | –                | –          |
| Pauline Heßler | –                | –                | –                 | –                 | 26              | q               | –             | –             | –         | –         | –            | –            | –               | –               | –            | –            | 18               | 21               | –          |
| Henriette Kraus | –                | –                | –                 | –                 | q               | q               | –             | –             | –         | –         | –            | –            | –               | –               | –            | –            | –                | –                | –          |
| Agnes Reisch | –                | –                | –                 | –                 | 37              | 38              | –             | –             | –         | –         | –            | –            | –               | –               | 18           | 19           | 15               | 15               | –          |
| Anna Rupprecht | 3                | 9                | 13                | 14                | –               | –               | –             | –             | –         | –         | –            | –            | –               | –               | –            | –            | –                | –                | –          |
| Juliane Seyfarth | 29               | 18               | 20                | 31                | 20              | 39              | 28            | q             | 30        | 33        | 27           | 27           | 24              | 29              | –            | –            | 16               | 16               | 24         |
| Ramona Straub | 17               | 16               | 24                | q                 | 33              | 33              | 20            | 30            | 23        | 30        | 19           | 18           | 21              | 11              | 15           | 12           | 5                | 6                | 18         |
| Carina Vogt | 13               | 12               | 12                | 21                | 5               | 8               | 5             | 5             | 4         | 7         | 4            | 6            | 3               | 2               | 4            | 2            | –                | –                | 7          |
| Svenja Würth | 9                | 14               | 11                | 15                | 13              | 7               | 8             | 9             | 13        | 13        | 5            | 8            | 10              | 9               | 8            | 3            | –                | –                | 9          |
| Norwegia |                  |                  |                   |                   |                 |                 |               |               |           |           |              |              |                 |                 |              |              |                  |                  |            |
| Line Jahr | –                | –                | –                 | –                 | –               | –               | –             | –             | –         | –         | –            | –            | –               | –               | q2           | –            | –                | –                | –          |
| Thea Sofie Kleven | q1               | q                | –                 | –                 | –               | –               | –             | –             | –         | –         | –            | –            | –               | –               | q            | q            | –                | –                | –          |
| Maren Lundby | 22               | 6                | 1                 | 4                 | 14              | 6               | 3             | 1             | 6         | 3         | 1            | 2            | 8               | 3               | 1            | 4            | 4                | 3                | 3          |
| Anniken Mork | 30               | 33               | 29                | 27                | q               | q               | 33            | q             | 40        | 36        | 33           | 30           | 34              | 35              | 25           | 28           | –                | –                | 29         |
| Silje Opseth | 34               | q                | 31                | 32                | q               | q               | –             | –             | –         | –         | –            | –            | –               | –               | 32           | 36           | –                | –                | 23         |
| Anna Odine Strøm | q                | q                | –                 | –                 | –               | –               | –             | –             | –         | –         | –            | –            | –               | –               | 34           | 35           | –                | –                | 27         |
| Polska |                  |                  |                   |                   |                 |                 |               |               |           |           |              |              |                 |                 |              |              |                  |                  |            |
| Magdalena Pałasz | –                | –                | –                 | –                 | –               | –               | –             | –             | –         | –         | –            | –            | –               | –               | q            | q            | –                | –                | –          |
| Kinga Rajda | q                | q                | –                 | –                 | –               | –               | –             | –             | –         | –         | –            | –            | –               | –               | q            | q            | –                | –                | –          |
| Anna Twardosz | –                | –                | –                 | –                 | –               | –               | –             | –             | –         | –         | –            | –            | –               | –               | q            | q            | –                | –                | –          |
| Rosja |                  |                  |                   |                   |                 |                 |               |               |           |           |              |              |                 |                 |              |              |                  |                  |            |
| Irina Awwakumowa | 8                | 7                | 9                 | 5                 | 2               | 3               | 6             | 6             | 3         | 8         | 18           | 7            | 15              | 19              | –            | –            | –                | –                | –          |
| Anastasija Barannikowa | 23               | 36               | 19                | 16                | 23              | 25              | 18            | 20            | 35        | 27        | 23           | 31           | 28              | 23              | 20           | 27           | 21               | 14               | 20         |
| Lidija Jakowlewa | –                | –                | q                 | q                 | –               | –               | –             | –             | –         | –         | –            | –            | –               | –               | –            | –            | –                | –                | –          |
| Marija Jakowlewa | –                | –                | 39                | q                 | –               | –               | –             | –             | –         | –         | –            | –            | –               | –               | –            | –            | –                | –                | –          |
| Ksienija Kabłukowa | dsq              | q                | q                 | 37                | 24              | 26              | q             | 34            | 29        | 32        | –            | –            | –               | –               | 29           | 20           | 14               | 18               |            |
| Aleksandra Kustowa | q                | 29               | q                 | 11                | 17              | 36              | 38            | q             | 22        | 38        | –            | –            | –               | –               | 38           | 37           | 23               | 27               | –          |
| Stiefanija Nadymowa | –                | –                | q2                | –                 | –               | –               | –             | –             | –         | –         | –            | –            | –               | –               | –            | –            | –                | –                | –          |
| Sofja Tichonowa | 16               | 31               | 25                | 24                | 27              | 18              | 24            | 17            | 24        | 35        | –            | –            | –               | –               | 28           | 31           | 20               | 9                | 26         |
| Anna Żukowa | –                | –                | q1                | q1                | –               | –               | –             | –             | –         | –         | –            | –            | –               | –               | –            | –            | –                | –                | –          |
| Rumunia |                  |                  |                   |                   |                 |                 |               |               |           |           |              |              |                 |                 |              |              |                  |                  |            |
| Daniela Haralambie | 25               | 20               | 23                | 18                | q               | 35              | 35            | 36            | 27        | 31        | 24           | 24           | –               | –               | 31           | 30           | –                | –                | –          |
| Diana Trâmbițaș | –                | –                | –                 | –                 | –               | –               | –             | –             | –         | –         | 39           | 39           | –               | –               | –            | –            | –                | –                | –          |
| Słowenia |                  |                  |                   |                   |                 |                 |               |               |           |           |              |              |                 |                 |              |              |                  |                  |            |
| Urša Bogataj | q                | 26               | 37                | 33                | 21              | 27              | 23            | 27            | 21        | 21        | 25           | 28           | 20              | 16              | 22           | 17           | 13               | 12               | 17         |
| Ema Klinec | 10               | 10               | 6                 | 7                 | 7               | 2               | 4             | 11            | 8         | 6         | –            | –            | –               | –               | 5            | 5            | 3                | 4                | 6          |
| Nika Križnar | q                | 25               | 16                | 17                | 25              | 29              | 39            | 26            | 16        | 20        | –            | –            | –               | –               | –            | –            | –                | –                | –          |
| Eva Logar | –                | –                | –                 | –                 | 38              | 34              | 25            | 29            | 15        | 19        | 31           | 34           | 31              | 32              | 17           | 24           | –                | –                | –          |
| Katja Požun | 33               | q                | q                 | q                 | –               | –               | –             | –             | –         | –         | –            | –            | –               | –               | –            | –            | –                | –                | –          |
| Špela Rogelj | 15               | 19               | 17                | 23                | 31              | 22              | 14            | 14            | 9         | 12        | 16           | 15           | 12              | 14              | 13           | 14           | –                | –                | 15         |
| Maja Vtič | 5                | 5                | 15                | 13                | 8               | 13              | 11            | 8             | 36        | 10        | 9            | 14           | 13              | 10              | 10           | 11           | 11               | 10               | 11         |
| Stany Zjednoczone |                  |                  |                   |                   |                 |                 |               |               |           |           |              |              |                 |                 |              |              |                  |                  |            |
| Nita Englund | 38               | q                | 30                | 35                | 27              | 12              | 27            | 18            | 12        | 14        | 11           | 13           | 11              | 25              | 12           | 13           | 7                | 8                | 19         |
| Tara Geraghty-Moats | q                | q                | 32                | 38                | q               | 30              | q             | 24            | q         | 29        | 26           | 26           | 27              | 26              | 26           | 18           | 27               | 30               | –          |
| Sarah Hendrickson | 11               | 8                | 14                | 10                | 9               | 16              | 13            | 12            | 11        | 16        | 14           | 10           | 14              | 17              | –            | –            | –                | –                | 21         |
| Nina Lussi | 39               | q                | q                 | q                 | q               | q               | q             | 39            | q         | q         | 36           | 36           | –               | –               | q            | q            | 29               | 25               | –          |
| Abby Ringquist | –                | –                | –                 | –                 | 36              | 40              | 34            | 32            | 33        | 22        | 22           | 20           | 18              | 21              | 22           | 22           | 12               | 23               | 25         |
| Szwajcaria |                  |                  |                   |                   |                 |                 |               |               |           |           |              |              |                 |                 |              |              |                  |                  |            |
| Sabrina Windmüller | q                | q                | q                 | q                 | –               | –               | q             | q             | q         | q         | –            | –            | –               | –               | –            | –            | –                | –                | –          |
| Włochy |                  |                  |                   |                   |                 |                 |               |               |           |           |              |              |                 |                 |              |              |                  |                  |            |
| Roberta D’Agostina | q                | q                | 34                | q                 | q1              | q               | q             | q             | q         | q         | –            | –            | 33              | 33              | q            | q            | –                | –                | –          |
| Veronica Gianmoena | –                | –                | –                 | –                 | –               | –               | –             | –             | –         | –         | 38           | 38           | 35              | 38              | q            | q            | –                | –                | –          |
| Evelyn Insam | 20               | 28               | 28                | q                 | 40              | q               | 21            | 21            | 26        | 26        | 17           | 19           | dns             | 27              | 24           | 33           | –                | –                | 22         |
| Lara Malsiner | 35               | 40               | 38                | q                 | –               | –               | –             | –             | –         | –         | –            | –            | –               | –               | 32           | 15           | –                | –                | –          |
| Manuela Malsiner | 21               | 37               | 21                | 19                | 29              | 21              | 10            | 10            | 2         | 4         | –            | –            | –               | –               | 7            | 7            | –                | –                | –          |
| Elena Runggaldier | 14               | 23               | q                 | 36                | 32              | 17              | 30            | 25            | 19        | 40        | 15           | 16           | 25              | 22              | 14           | 10           | –                | –                | 13         |
| 1-3 4-30 poniżej 30 q – Zawodniczka nie zakwalifikowała się do konkursu głównego. dns – Zawodniczka zakwalifikowana nie wystartowała w konkursie. dsq – Zawodniczka została zdyskwalifikowana w konkursie głównym. - – Zawodniczka niezgłoszona do konkursu. |                  |                  |                   |                   |                 |                 |               |               |           |           |              |              |                 |                 |              |              |                  |                  |            |
| 1 Dyskwalifikacja w kwalifikacjach. 2 Zawodniczka zgłoszona nie wystartowała w kwalifikacjach. |                  |                  |                   |                   |                 |                 |               |               |           |           |              |              |                 |                 |              |              |                  |                  |            |

## Klasyfikacje

### Klasyfikacja indywidualna
Stan po zakończeniu sezonu 2016/2017
| Miejsce | Zawodniczka                | Występy | Punkty |
| ------- | -------------------------- | ------- | ------ |
| 1.      | Sara Takanashi             | 17      | 1455   |
| 2.      | Yūki Itō                   | 17      | 1208   |
| 3.      | Maren Lundby               | 19      | 1109   |
| 4.      | Katharina Althaus          | 17      | 776    |
| 5.      | Carina Vogt                | 17      | 723    |
| 6.      | Daniela Iraschko-Stolz     | 16      | 717    |
| 7.      | Ema Klinec                 | 15      | 630    |
| 8.      | Jacqueline Seifriedsberger | 17      | 544    |
| 9.      | Irina Awwakumowa           | 14      | 531    |
| 10.     | Svenja Würth               | 17      | 497    |
| 11.     | Maja Vtič                  | 19      | 477    |
| 12.     | Yūka Setō                  | 17      | 406    |
| 13.     | Chiara Hölzl               | 17      | 387    |
| 14.     | Sarah Hendrickson          | 15      | 311    |
| 15.     | Manuela Malsiner           | 12      | 298    |
| 16.     | Nita Englund               | 18      | 280    |
| 17.     | Špela Rogelj               | 17      | 271    |
| 18.     | Kaori Iwabuchi             | 18      | 268    |
| 19.     | Ramona Straub              | 18      | 252    |
| 20.     | Julia Kykkänen             | 19      | 229    |
| 21.     | Elena Runggaldier          | 16      | 169    |
| 22.     | Urša Bogataj               | 18      | 165    |
| 22.     | Léa Lemare                 | 17      | 165    |
| 24.     | Lucile Morat               | 16      | 158    |
| 25.     | Anastasija Barannikowa     | 19      | 150    |
| 26.     | Anna Rupprecht             | 4       | 127    |
| 27.     | Sofja Tichonowa            | 15      | 121    |
| 28.     | Abby Ringquist             | 15      | 106    |
| 29.     | Juliane Seyfarth           | 16      | 95     |
| 30.     | Evelyn Insam               | 14      | 93     |
| 31.     | Gianina Ernst              | 8       | 80     |
| 32.     | Coline Mattel              | 13      | 78     |
| 33.     | Taylor Henrich             | 11      | 74     |
| 33.     | Nika Križnar               | 9       | 74     |
| 35.     | Aleksandra Kustowa         | 11      | 61     |
| 36.     | Ksienija Kabłukowa         | 11      | 58     |
| 37.     | Daniela Haralambie         | 13      | 57     |
| 37.     | Eva Logar                  | 12      | 57     |
| 37.     | Agnes Reisch               | 6       | 57     |
| 40.     | Tara Geraghty-Moats        | 13      | 52     |
| 41.     | Luisa Görlich              | 4       | 50     |
| 42.     | Océane Avocat Gros         | 11      | 47     |
| 43.     | Pauline Heßler             | 3       | 28     |
| 44.     | Natasha Bodnarchuk         | 4       | 21     |
| 44.     | Atsuko Tanaka              | 11      | 21     |
| 46.     | Anniken Mork               | 14      | 19     |
| 47.     | Lara Malsiner              | 5       | 16     |
| 48.     | Nicole Maurer              | 2       | 12     |
| 49.     | Misaki Shigeno             | 4       | 11     |
| 50.     | Haruka Iwasa               | 4       | 9      |
| 51.     | Barbora Blažková           | 7       | 8      |
| 51.     | Li Xueyao                  | 6       | 8      |
| 51.     | Nina Lussi                 | 6       | 8      |
| 51.     | Silje Opseth               | 6       | 8      |
| 55.     | Romane Dieu                | 4       | 6      |
| 56.     | Natalie Eilers             | 2       | 5      |
| 56.     | Abigail Strate             | 3       | 5      |
| 58.     | Anna Odine Strøm           | 3       | 4      |
| 59.     | Marita Kramer              | 4       | 2      |
| 60.     | Park Guy-lim               | 2       | 1      |
| 60.     | Eva Pinkelnig              | 4       | 1      |

### Klasyfikacja drużynowa
Stan po zakończeniu sezonu 2016/2017
| Miejsce | Państwo           | Występy | Punkty |
| ------- | ----------------- | ------- | ------ |
| 1.      | Japonia           | 19      | 3357   |
| 2.      | Niemcy            | 19      | 2685   |
| 3.      | Słowenia          | 19      | 1674   |
| 4.      | Austria           | 17      | 1651   |
| 5.      | Norwegia          | 19      | 1140   |
| 6.      | Rosja             | 19      | 921    |
| 7.      | Stany Zjednoczone | 19      | 757    |
| 8.      | Włochy            | 17      | 576    |
| 9.      | Francja           | 19      | 454    |
| 10.     | Finlandia         | 19      | 229    |
| 11.     | Kanada            | 16      | 138    |
| 12.     | Rumunia           | 13      | 57     |
| 13.     | Chiny             | 6       | 8      |
| 13.     | Czechy            | 7       | 8      |
| 15.     | Korea Południowa  | 2       | 1      |

## Zwyciężczynie kwalifikacji do zawodów
Przed każdymi zawodami Pucharu Świata rozgrywane są kwalifikacje, których 30 najlepszych uczestniczek bierze udział w konkursie głównym (20 w przypadku konkursu na dużej skoczni). Pierwsza dziesiątka klasyfikacji generalnej Pucharu Świata udział w konkursie ma zapewniony, a ich ewentualne skoki w serii kwalifikacyjnej nie są oceniane przez sędziów. W przypadku braku startu zawodniczki sklasyfikowanej w pierwszej dziesiątce klasyfikacji generalnej, automatyczną kwalifikację uzyskuje kolejna zawodniczka spoza czołowej dziesiątki.
| Nr  | Data kwalifikacji | Data konkursu    | Miejsce     | Zawodniczka                |
| --- | ----------------- | ---------------- | ----------- | -------------------------- |
| 1.  | 1 grudnia 2016    | 2 grudnia 2016   | Lillehammer | Katharina Althaus          |
| 2.  | 3 grudnia 2016    | 3 grudnia 2016   | Lillehammer | Lucile Morat               |
| 3.  | 9 grudnia 2016    | 10 grudnia 2016  | Niżny Tagił | Maren Lundby               |
| 4.  | 11 grudnia 2015   | 11 grudnia 2015  | Niżny Tagił | Elena Runggaldier          |
| 5.  | 6 stycznia 2017   | 7 stycznia 2017  | Oberstdorf  | Chiara Hölzl               |
| 6.  | 8 stycznia 2017   | 8 stycznia 2017  | Oberstdorf  | Nita Englund               |
| 7.  | 13 stycznia 2017  | 14 stycznia 2017 | Sapporo     | Yūka Setō Evelyn Insam     |
| 8.  | 15 stycznia 2017  | 15 stycznia 2017 | Sapporo     | Svenja Würth Gianina Ernst |
| 9.  | 19 stycznia 2017  | 20 stycznia 2017 | Zaō         | Svenja Würth               |
| 10. | 21 stycznia 2017  | 21 stycznia 2017 | Zaō         | Manuela Malsiner           |
| 11. | 27 stycznia 2017  | 28 stycznia 2017 | Râșnov      | —                          |
| 12. | 29 stycznia 2017  | 29 stycznia 2017 | Râșnov      | —                          |
| 13. | 3 lutego 2017     | 4 lutego 2017    | Hinzenbach  | —                          |
| 14. | 5 lutego 2017     | 5 lutego 2017    | Hinzenbach  | —                          |
| 15. | 11 lutego 2017    | 11 lutego 2017   | Ljubno      | Anastasija Barannikowa     |
| 16. | 12 lutego 2017    | 12 lutego 2017   | Ljubno      | Anastasija Barannikowa     |
| 17. | 14 lutego 2017    | 15 lutego 2017   | Pjongczang  | —                          |
| 18. | 16 lutego 2017    | 16 lutego 2017   | Pjongczang  | —                          |
| 19. | 12 marca 2017     | 12 marca 2017    | Oslo        | —                          |

## Liderki klasyfikacji generalnej Pucharu Świata
Pozycja liderki Pucharu Świata należy do zawodniczki, która w dotychczas rozegranych zawodach zgromadziła najwięcej punktów do klasyfikacji generalnej cyklu. W przypadku równej liczby punktów, liderką Pucharu Świata jest ta zawodniczka, która ma na swoim koncie więcej wygranych konkursów. W konkursie indywidualnym inaugurującym nowy sezon żółty plastron, przeznaczony dla lidera, nosiła Sara Takanashi – zwyciężczyni poprzedniej edycji PŚ.
| Nr | Zawodniczka    | Data objęcia pozycji lidera | Miejscowość | Data utraty pozycji lidera | Miejscowość             | Liczba konkursów        |
| -- | -------------- | --------------------------- | ----------- | -------------------------- | ----------------------- | ----------------------- |
| 1. | Sara Takanashi | 2 grudnia 2016              | Lillehammer | Triumfatorka PŚ 2016/17    | Triumfatorka PŚ 2016/17 | Triumfatorka PŚ 2016/17 |

## Liderki klasyfikacji generalnej Pucharu Narodów
Pozycja lidera Pucharu Narodów należy do kraju, który w dotychczas rozegranych zawodach zgromadził najwięcej punktów do klasyfikacji generalnej cyklu.
| Nr | Państwo | Data objęcia pozycji lidera | Miasto                | Data utraty pozycji lidera | Miasto                  | Liczba konkursów |
| -- | ------- | --------------------------- | --------------------- | -------------------------- | ----------------------- | ---------------- |
| 1. | Austria | Triumfator PN 2015/16       | Triumfator PN 2015/16 | 2 grudnia 2016             | Lillehammer             | 1                |
| 2. | Japonia | 2 grudnia 2016              | Lillehammer           | Triumfator PN 2016/2017    | Triumfator PN 2016/2017 | 19               |